# Serra Perenxisa
La serra Perenxisa, entre les comarques de l'Horta Sud i la Foia de Bunyol, al País Valencià, constitueix un dels darrers contraforts muntanyosos del Sistema Ibèric que més s'acosta a la costa per l'extrem sud-est. Entre les poblacions de Torrent, Xiva i Godelleta s'estira en direcció nord-oest-sud-est, amb una longitud d'uns 10 km aproximadament i amb una cota màxima de 329 m.

## Geografia
Des del seu cim, del mateix nom que la serra, es pot observar una vista panoràmica de l'Horta de València amb l'Albufera com a fita més important.

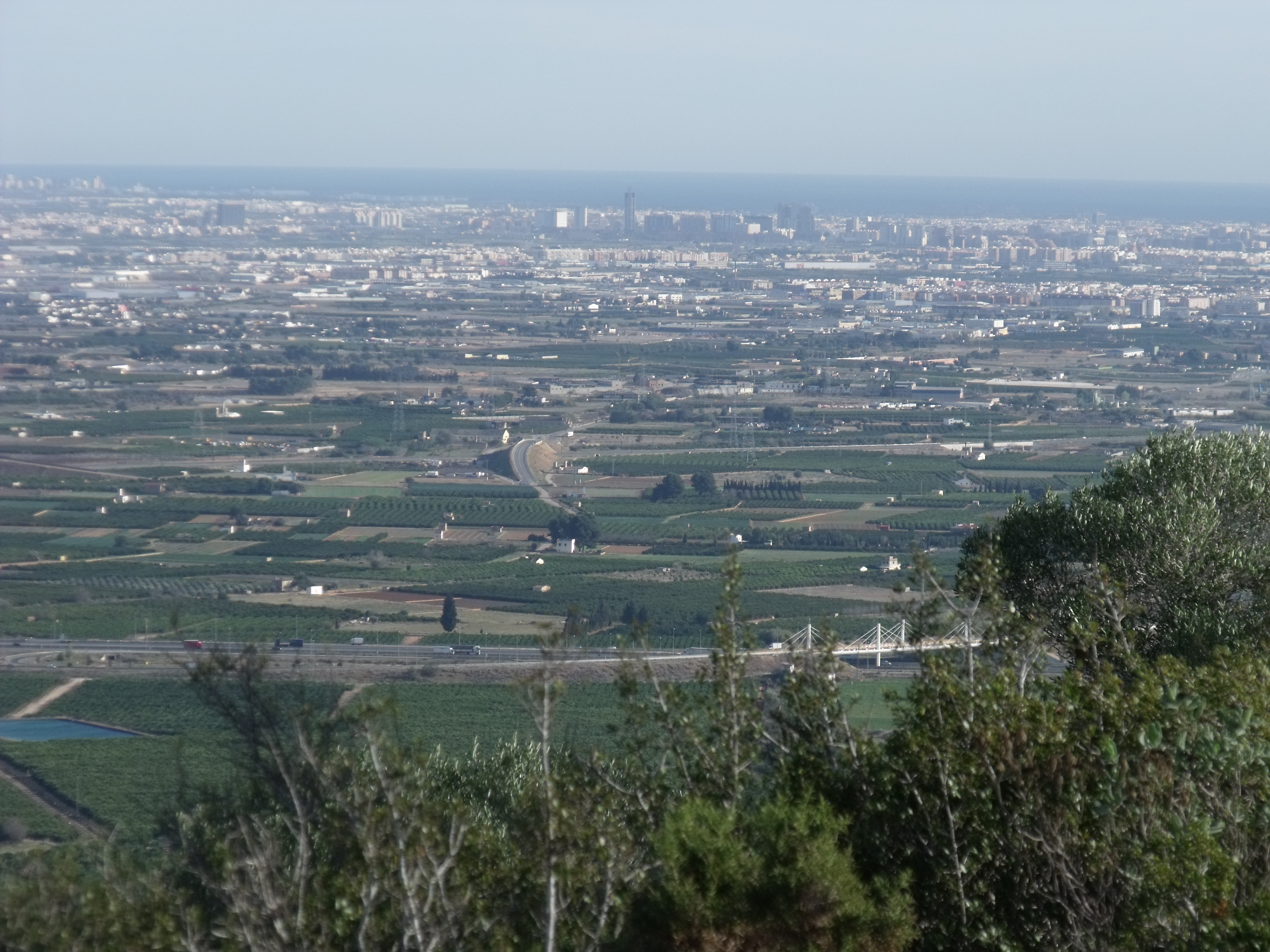
Vista de València i l'Horta des de la Serra Perenxisa.

Aquesta serra divideix les conques mitjanes dels barrancs de Torrent en el costat septentrional i de l'Horteta, que recorre el terme de Torrent, en la seva part occidental.
Els seus cims superen els 200 metres d'altitud, i la zona més elevada es troba sobre el Pla de Toxar on es troben un vèrtex geodèsic de segon ordre i el punt d'altitud màxima de la serra. El mapa de l'Institut Geogràfic Nacional 721-II situa el vèrtex geodèsic en un cim de 326 m, mentre que marca altre cim tres-cents metres més a l'oest amb 329 m. Ambdós cims s'utilitzen com a emplaçament d'antenes repetidores i es troben al terme municipal de Xiva, si bé a poques desenes de metres del de Torrent.

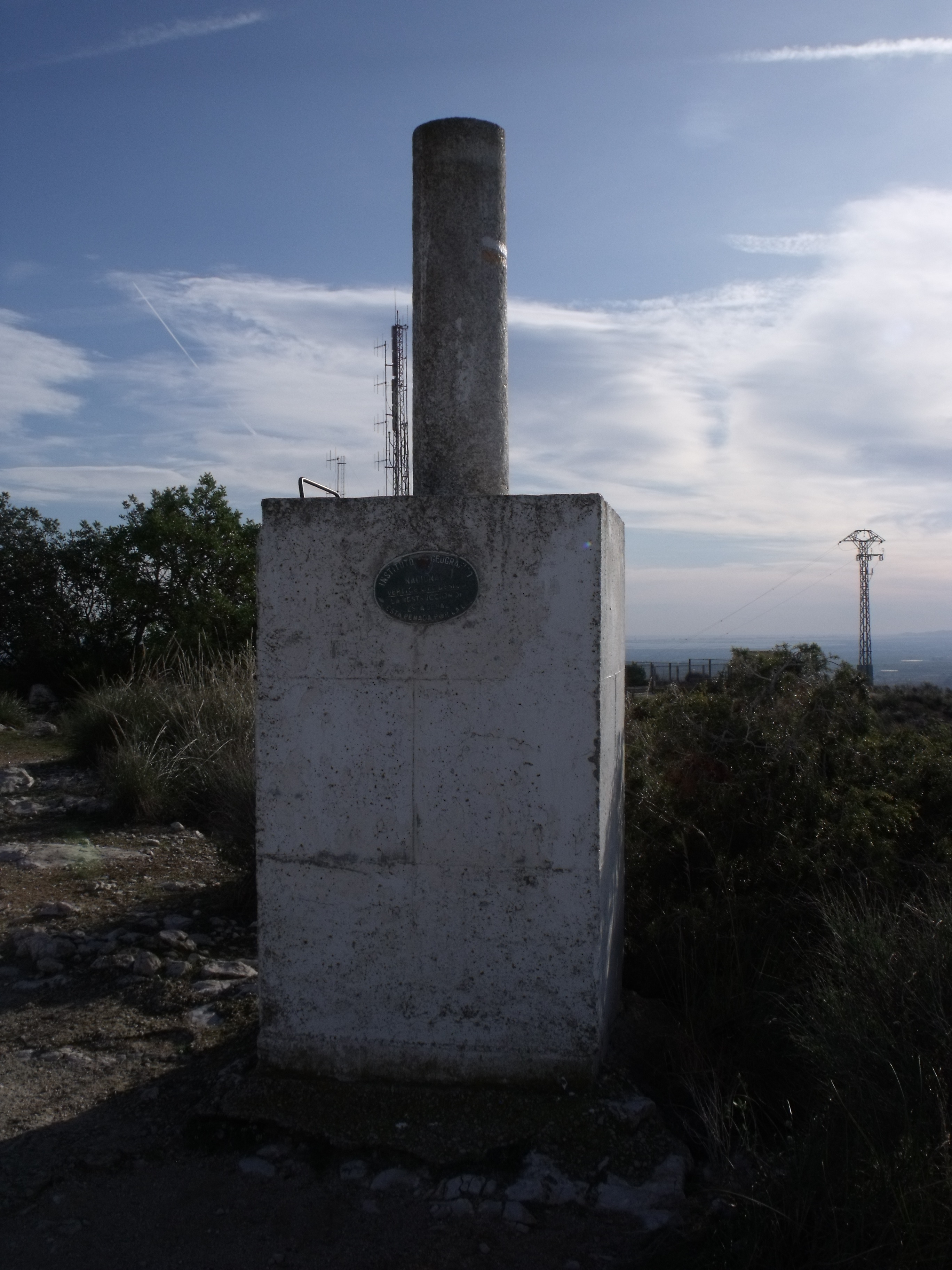
Vèrtex geodèsic a 326 m.
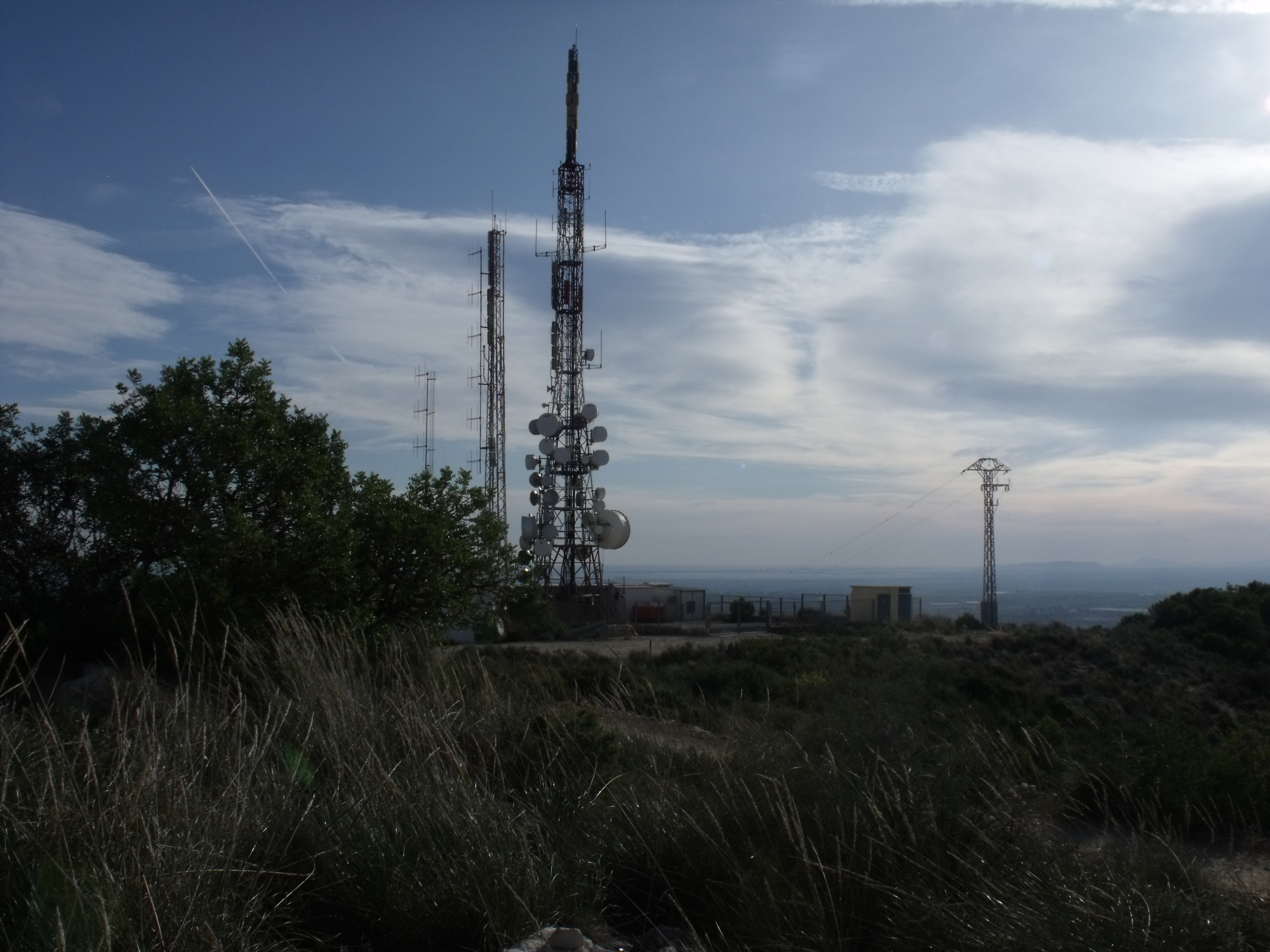
Antenes en la cota de 326 m.
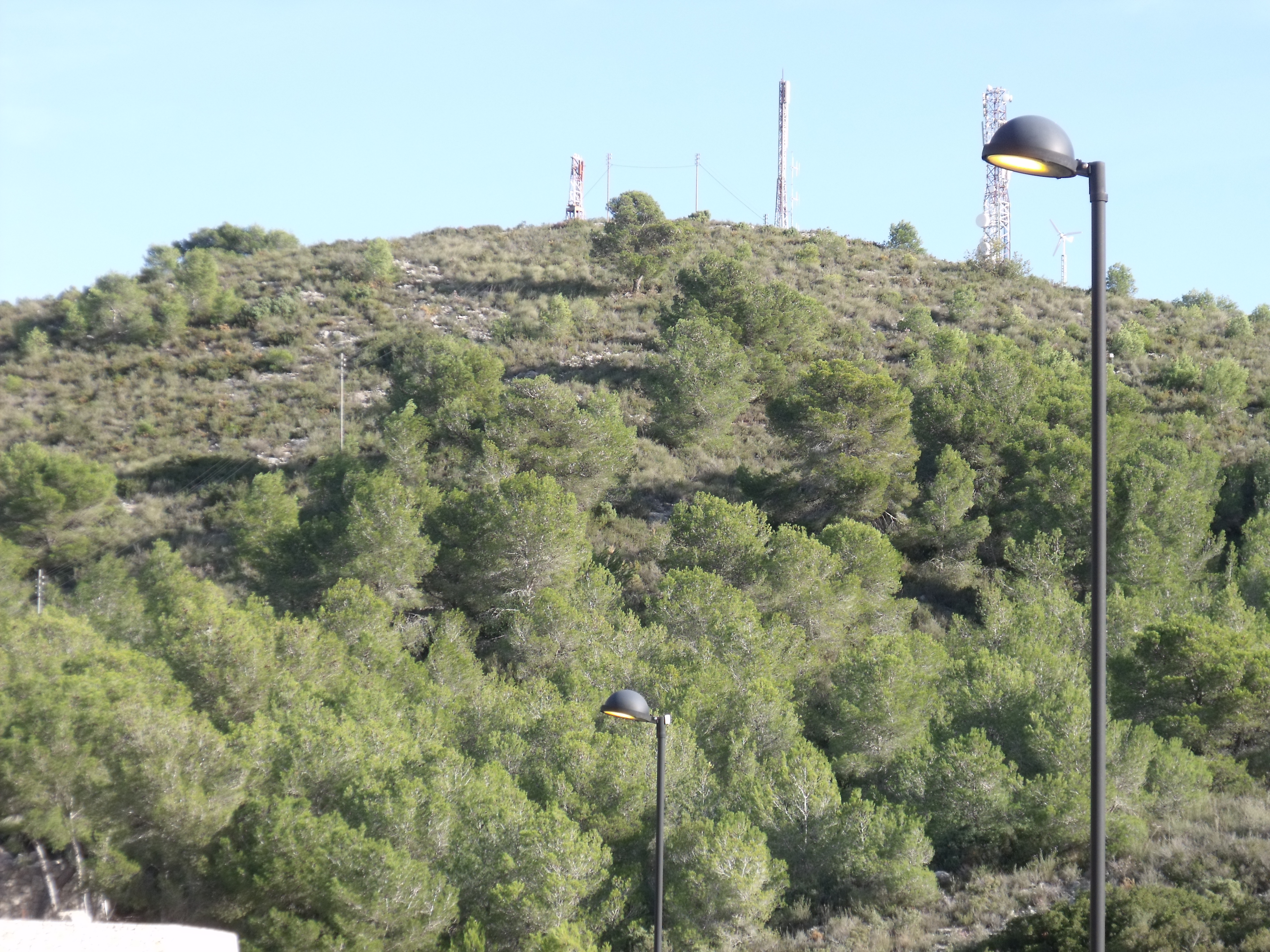
Antenes en la cota de 329 m.
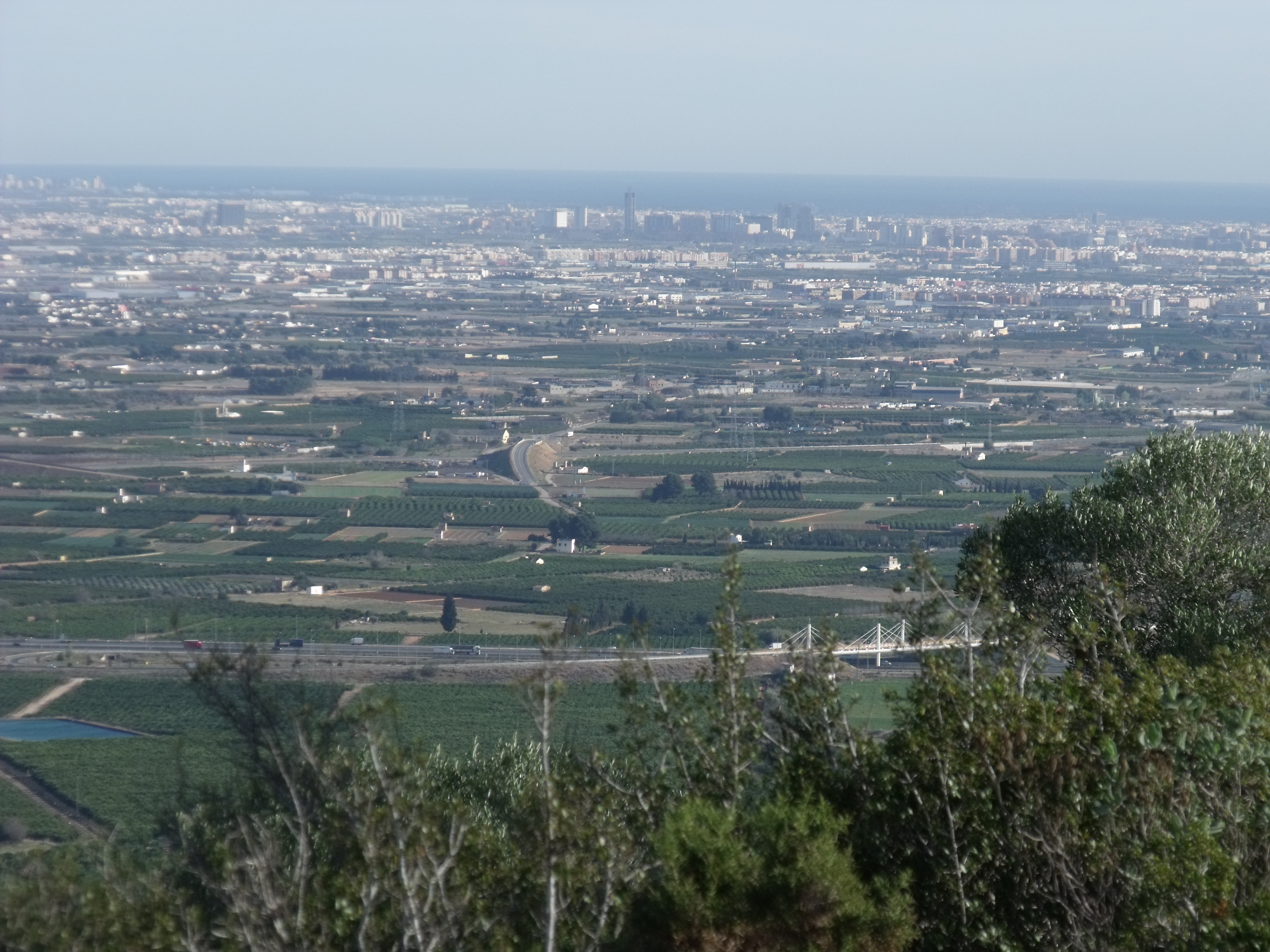
València ciutat des de la cota de 326 m.
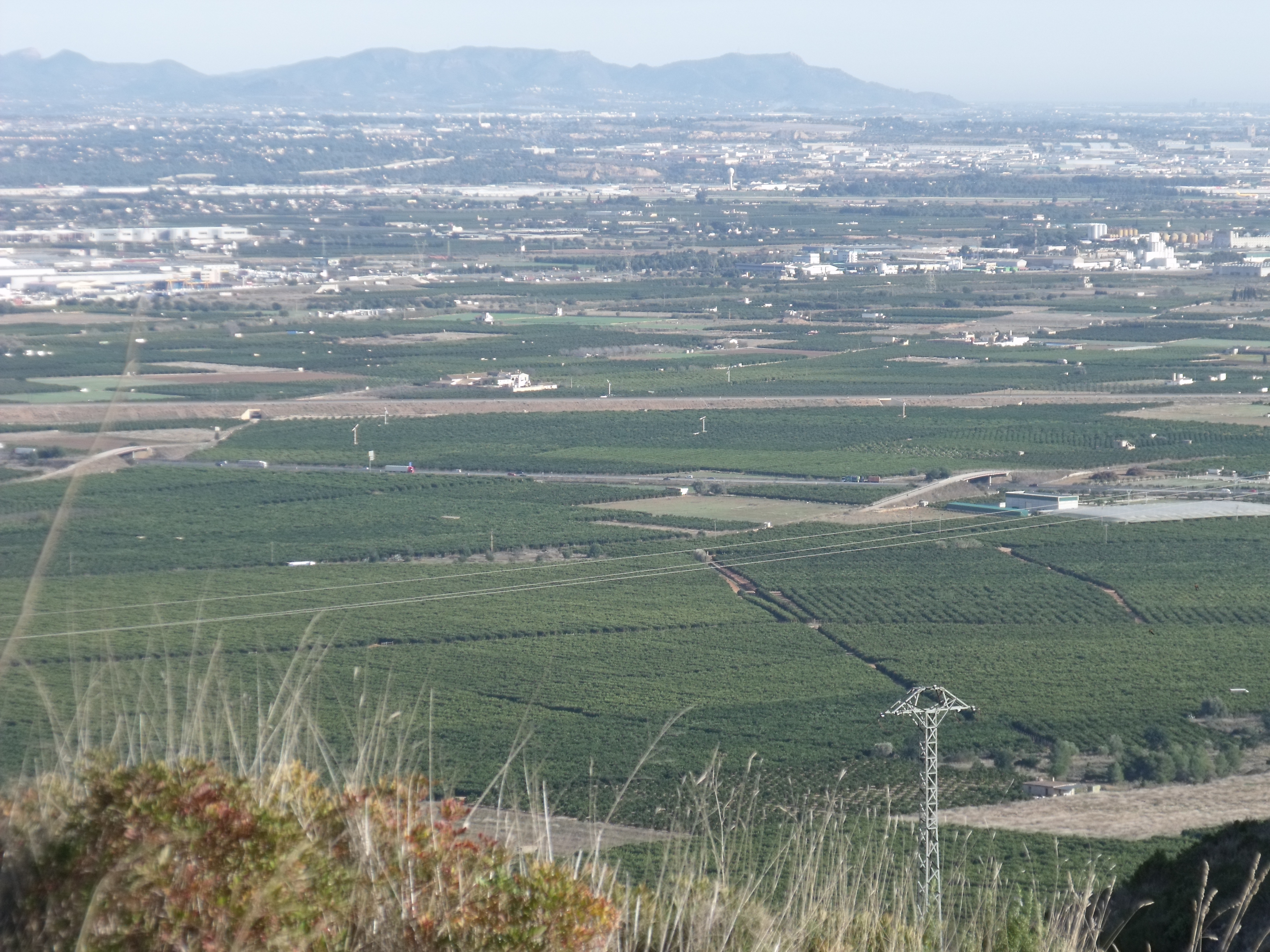
Vista del Pla de Quart des de la serra.
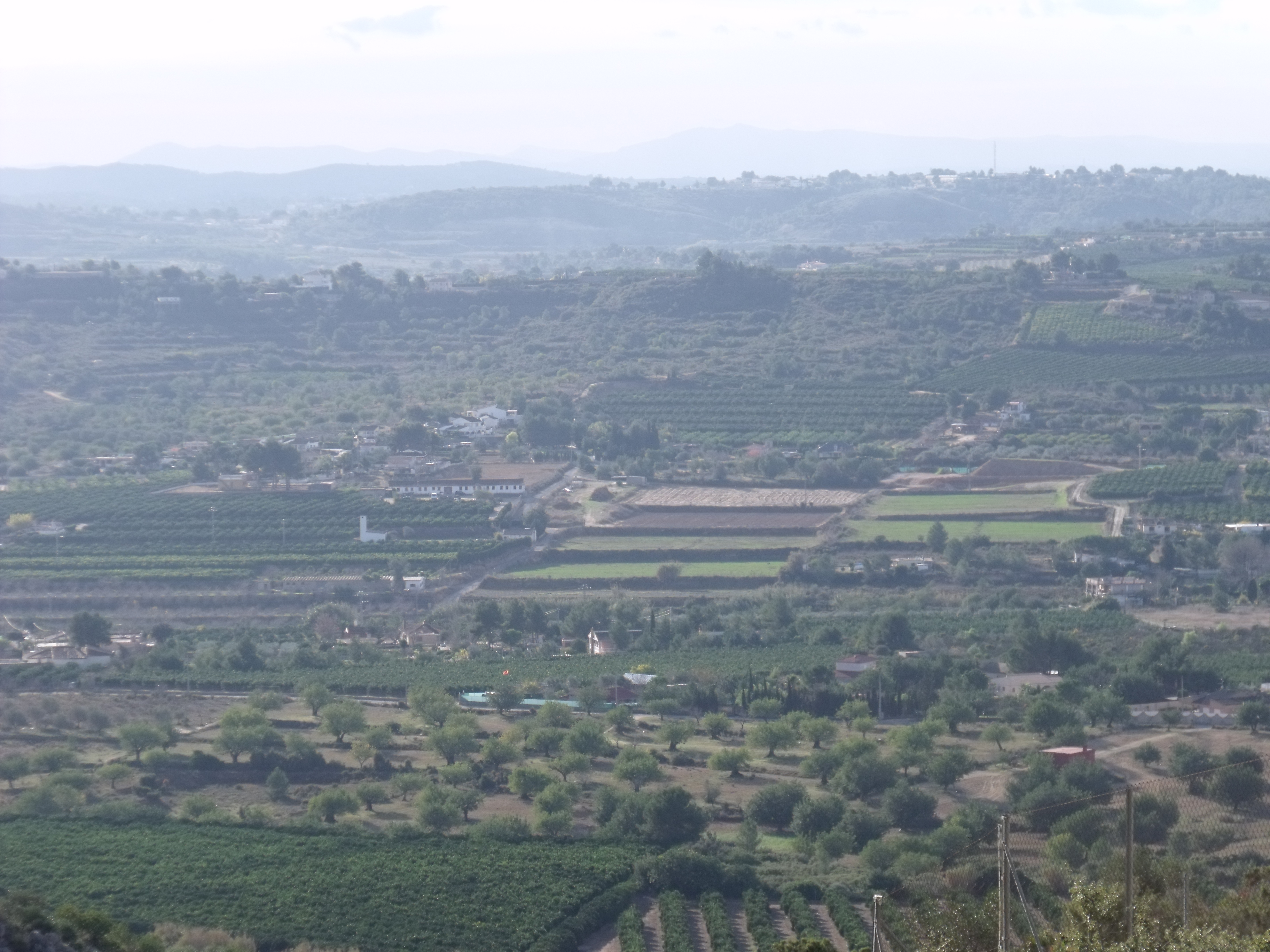
Vall del barranc de l'Horteta, que s'estén al sud de la serra.

## Geologia[2][3]

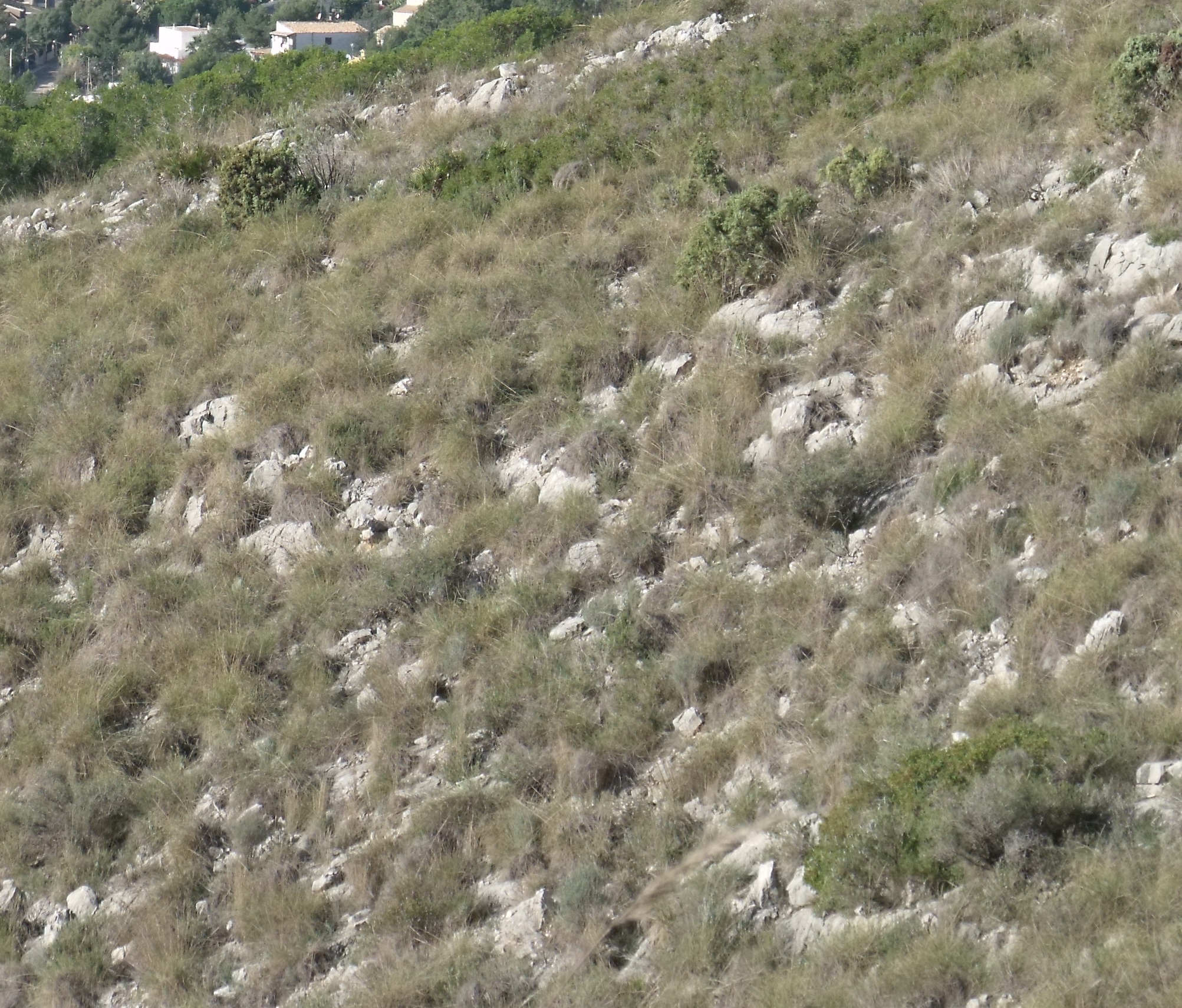
Pedra calcària a la serra, prop de la urbanització Cumbres de Calicanto

Durant l'era terciària els moviments orogènics alpins comportaren a l'elevació de les serralades ibèriques en sentit NW - SE. Posteriorment i després de l'enfonsament de la depressió valenciana, estos retalls ibèrics foren escalonats cap a la mar, quedant emergit dintre d'esta planura la Serra Perenxisa.

## Relleu[2][3]
La Serra Perenxisa presenta un relleu muntanyenc molt modelat pels agents erosius, els cims del qual són arrodonits i inclús plans, com el Pla de Toxar. La roca més abundant és la roca calcària, una roca dura constituïda per carbonat càlcic que es dissol amb aigua de pluja. Es caracteritza a més per la seua porositat i capacitat de retenció d'aigua. Dintre i a prop de la Serra Perenxisa podem trobar formes primordials d'aquest tipus de relleu càrstic, com els lapiaz, avencs minúsculs i surgències o fonts sobre els peus de muntanya, com la font de Calicanto, de la Teula o la del Clot del Bailón.

## Vegetació[4]

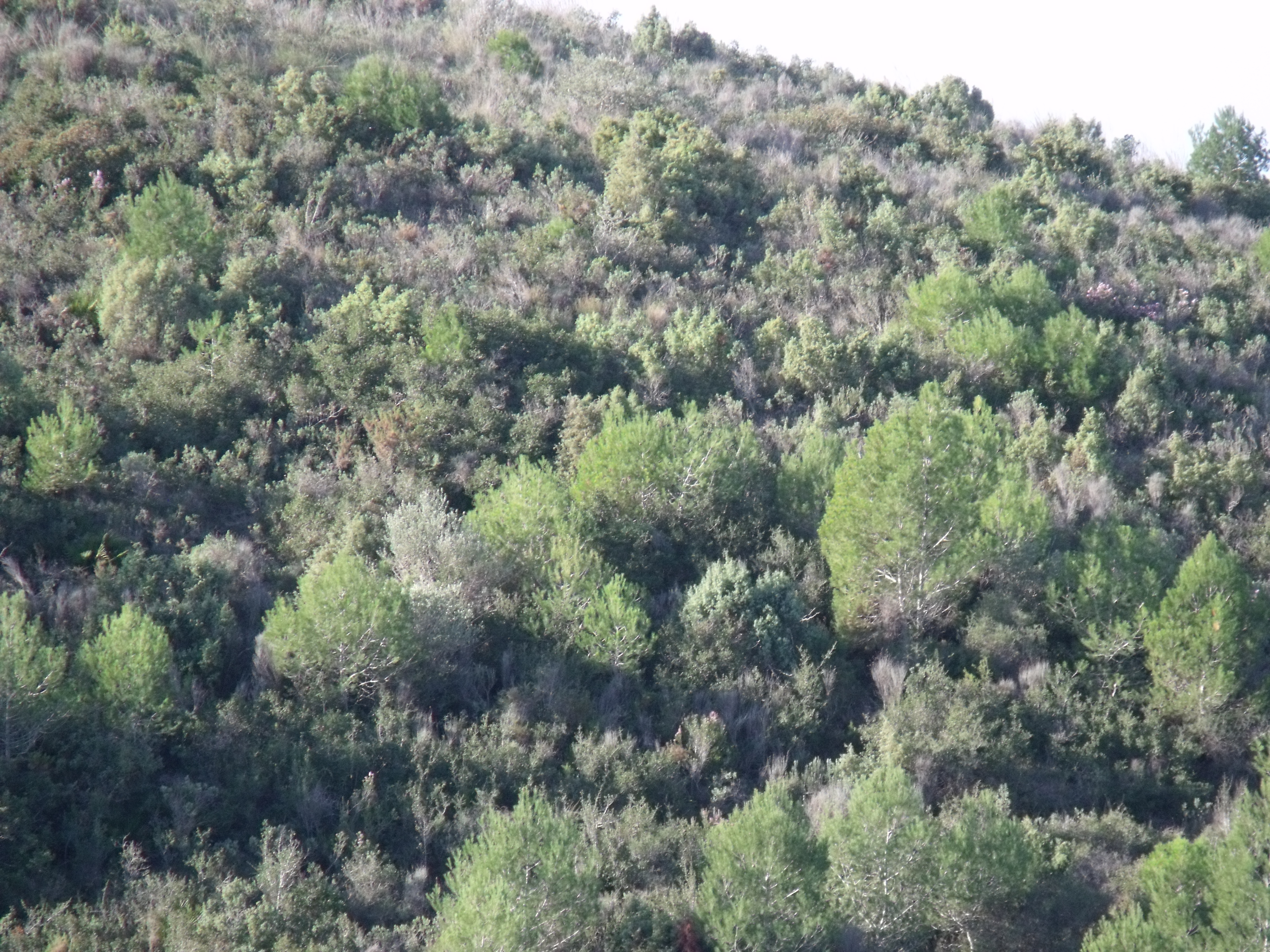
Pins i matolls a la Serra Perenxisa

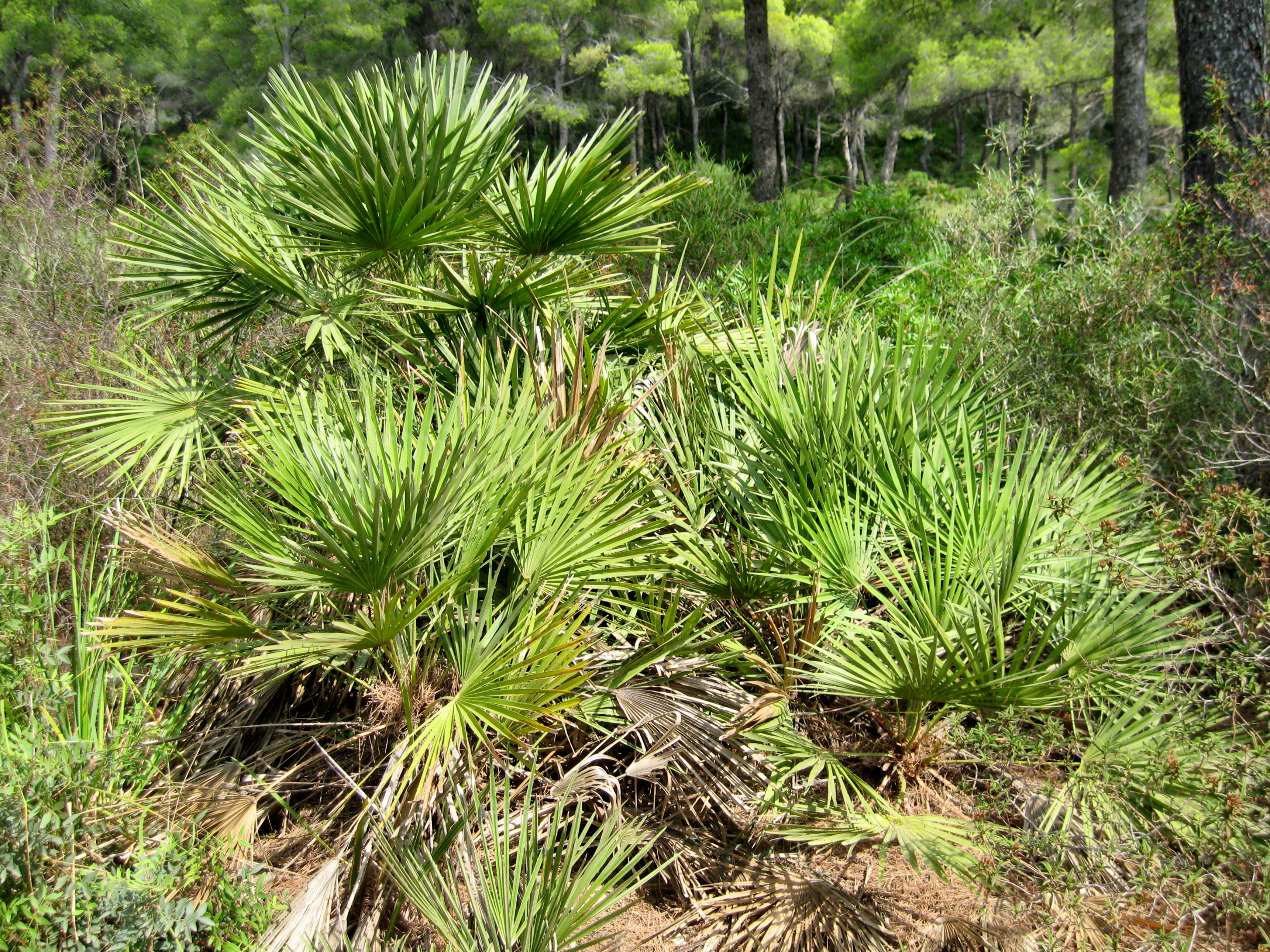
El margalló es una especie vegetal característica de la Serra Perenxisa.

- La vegetació està formada principalment per matoll arbustiu, formant la típica garriga mediterrània, en la que es troben entre els arbustos de major mida les següents espècies: coscoll, llentiscle, argelaga borda, bruguerola, albada, aladern, arçot i càdec. Destaquem el margalló que va donar peu a un dels oficis més característics del Torrent del segle xx, els granerers, així com l'expressió Torrent, que graneres.[5]
- En l'estrat de vegetació de menor mida, es troben les següents espècies: lamiàcies com el romer, poliol, timó; cistàcies com l'esteperola, romaní i també algunes espècies de lleguminoses i gramínies.
- L'estrat arbori el formen principalment exemplars de pi blanc, resultant un estrat arbori molt clar i irregularment distribuït, al que s'afigen petits grups d'alzines, garrofers i oliveres, trobant-se també espècies lianoides com la rogeta (Rubia peregrina), l'esbarzer, la vidiella i la sarsa.

## Fauna
Fauna a Serra Perenxisa

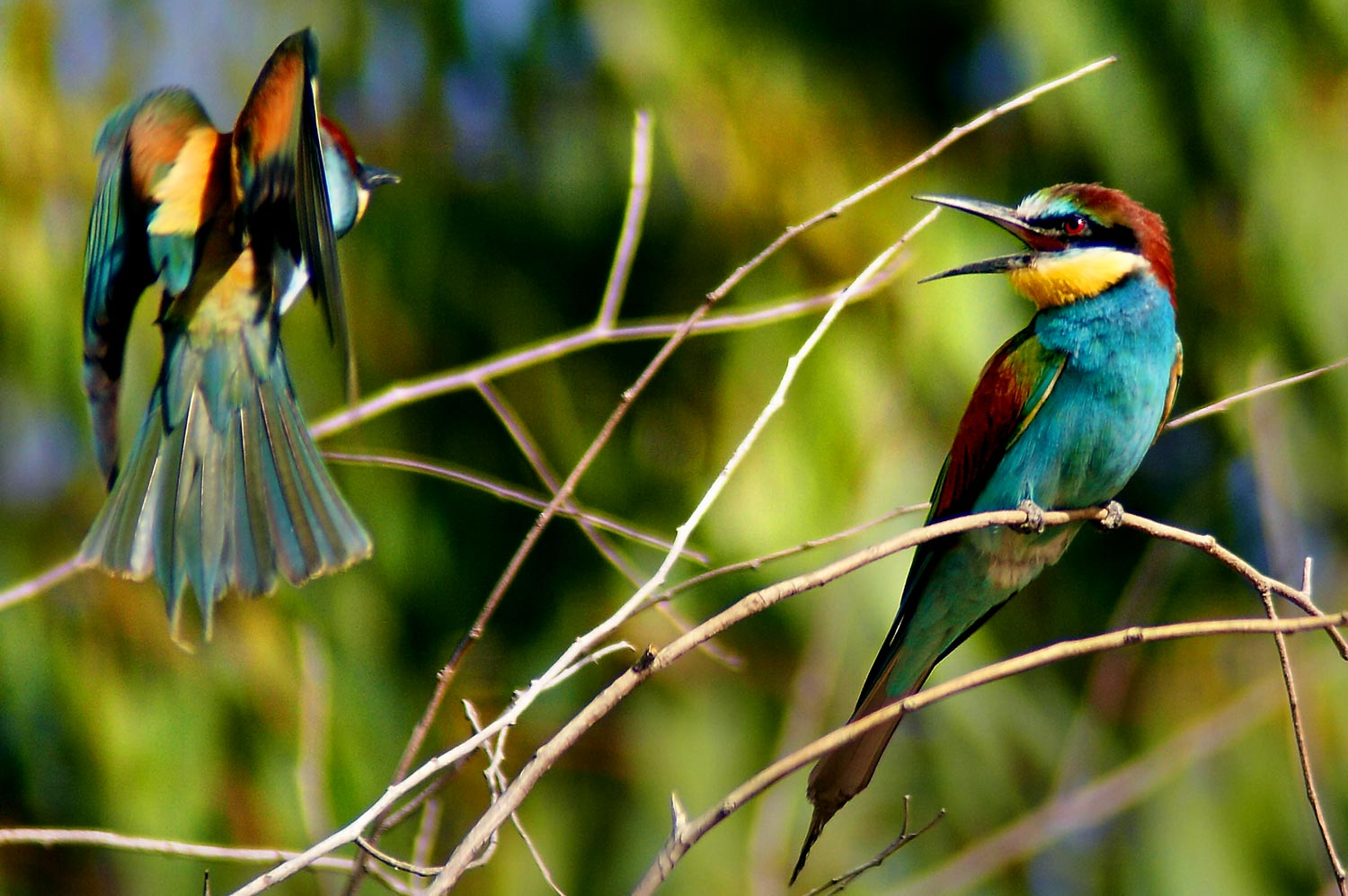
L'abellerol es veu durant l'estiu a la Serra Perenxisa

- La fauna és la pròpia de les formacions de pinar, raboses, eriçons europeu i morú, martes, porcs senglars i rates penades.
- En l'herpetofauna, destaca el gripau comú, el corredor i el parter, el Pelodytes punctatus, el llangardaix ocel·lat i serps com la colobra de ferradura, la serp blanca i la serp d'aigua.
- En l'avifauna es troben les espècies típicament associades a les formacions de pineda i matoll, destacant el busqueret de capell, busquereta capnegra i busqueret roig; el cua-roja fumada, el mallerenga carbonera, el capellanet i la cadernera. Rapinyaires como el xoriguer, el mussol i, esporàdicament, l'àguila calçada, l'aligot comú i l'esparver.
- En els cursos d'aigua del barranc de Gàlleç i el de l'Horteta es pot veure la polla d'aigua, el xitxarra de canyar, els alcedínids i de forma esporàdica aus de pas cap a l'Albufera com la garsa i l'esplugabous. A l'estiu destaca la presència de l'abellerol.

## Valor paisatgístic

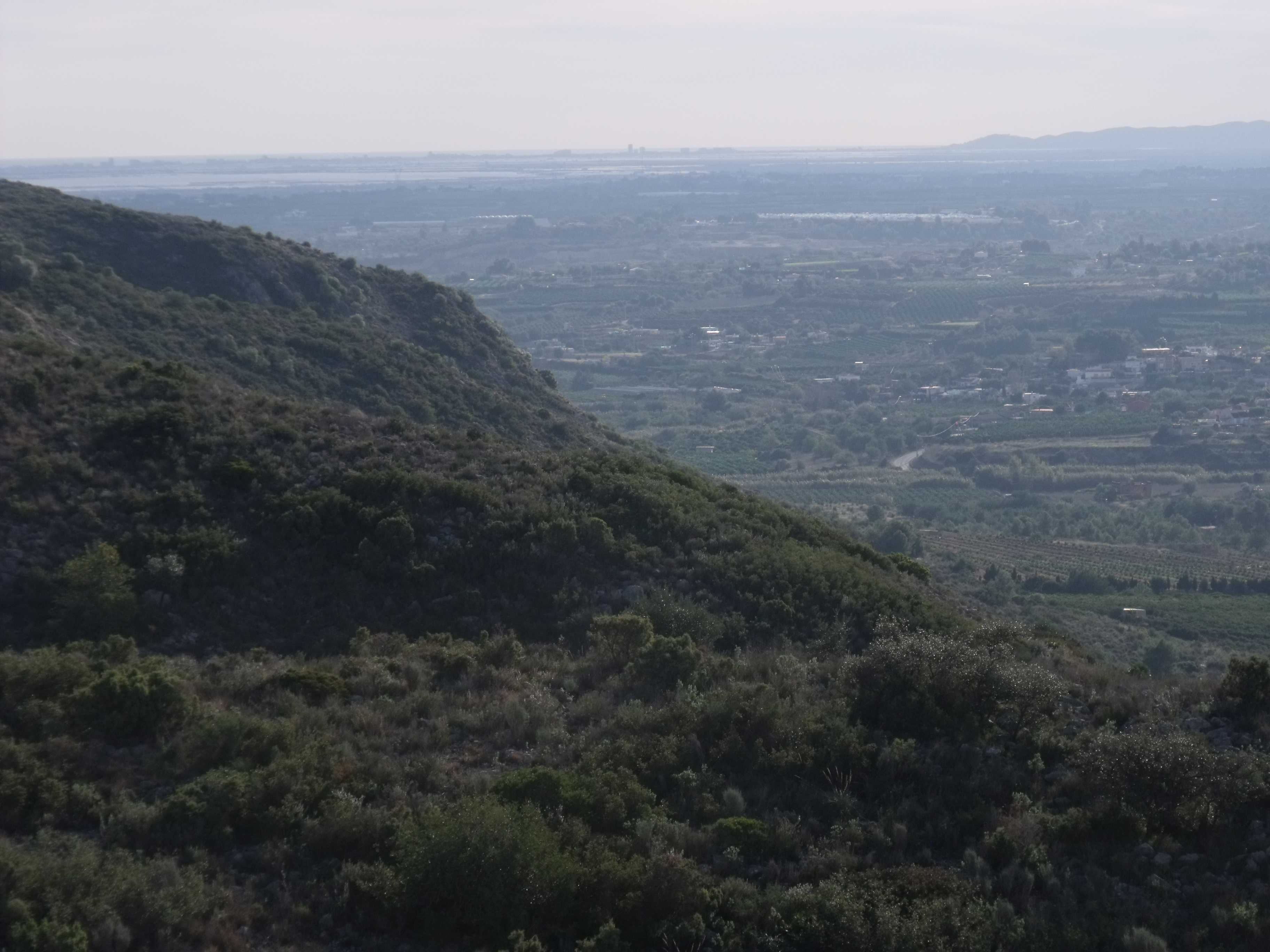
La vista des de la Serra Perenxisa cap al sud-est, arribant a l'Albufera i Cullera

El seu valor paisatgístic en el context local és molt important, essent un element bàsic en la conformació del paisatge de Torrent, malgrat el seu elevat grau d'urbanització. Des del seu cim, es pot gaudir d'una magnífica panoràmica de la planura costanera valenciana, con l'Albufera com a fita més destacada; així com del Pla de Quart.

## Patrimoni cultural[3]
- Els aqüeductes denominats els Arquets de Dalt i els Arquets de Baix, d'època islàmica, la funció dels quals era conduir els cabals de les fonts que vessaven als barrancs situats a l'oest del terme de Torrent a les zones de regadiu situades a l'est.
- Els jaciments d'època ibèrica Lloma de Birlet i Llometa del Clot de Bailón; i de l'edat del bronze Llometa de l'Espart, Puntal d'Albaida i les Garravaques.
- D'època musulmana es troba el poblat mudéjar i el lloc funerari de la Carrasquera.

## Presència humana actual

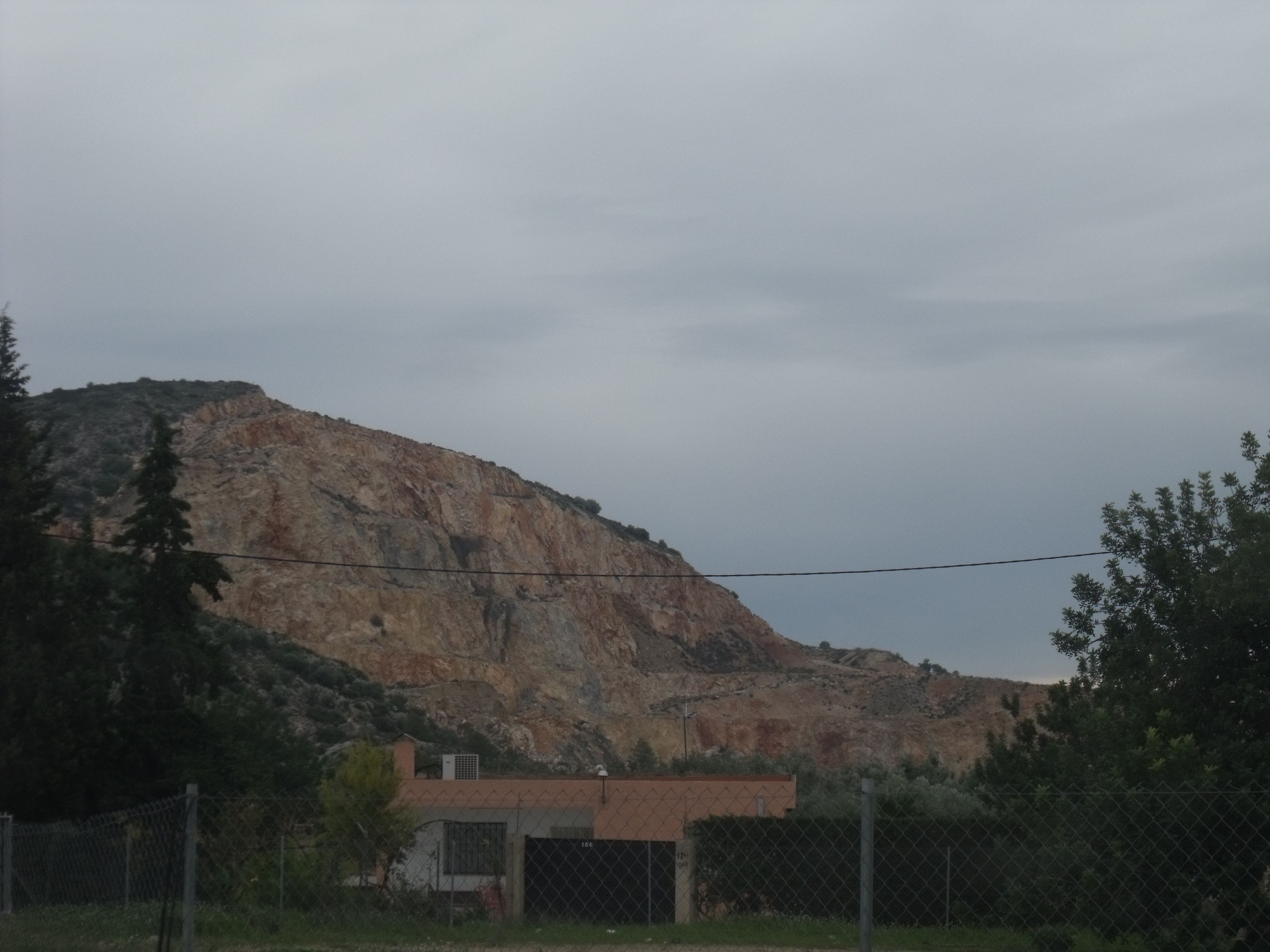
Pedrera utilitzada en la construcció del Pla Sud

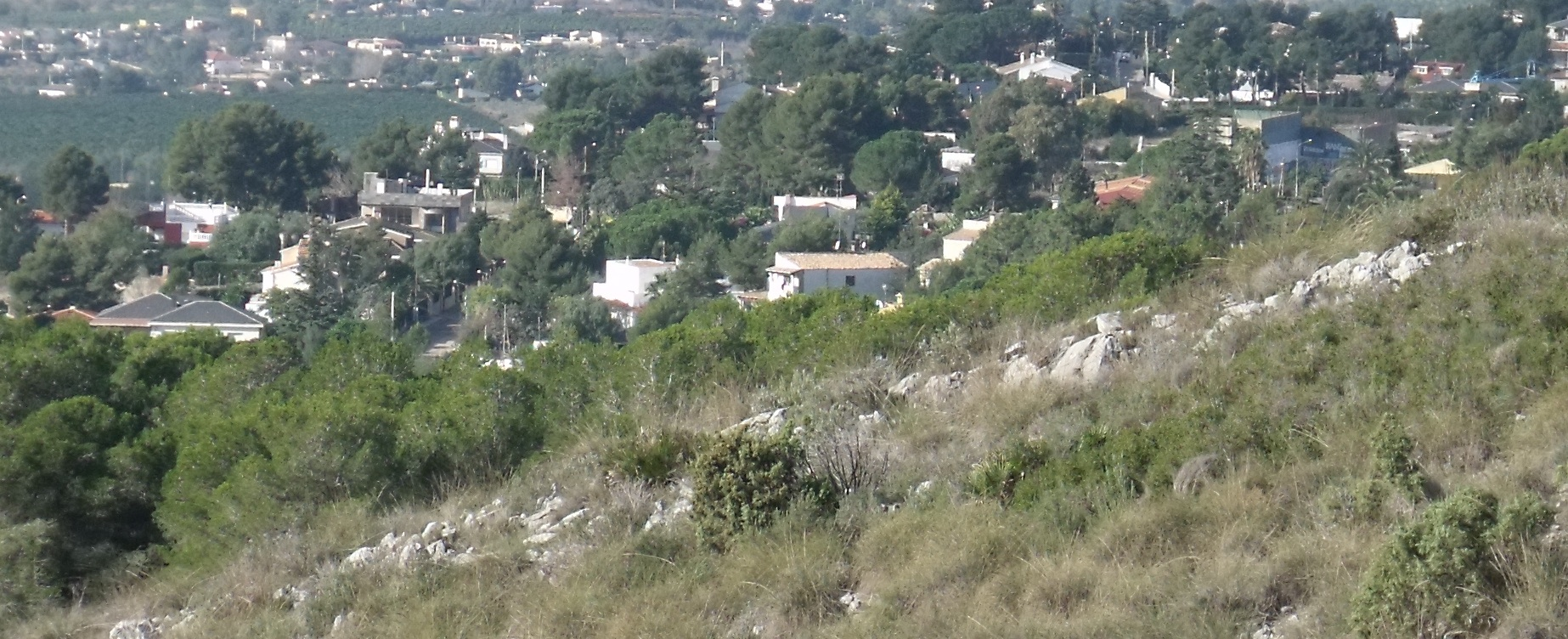
Urbanització Cumbres de Calicanto, a l'oest de la serra

Des dels anys seixanta del segle XX s'ha anat desenvolupant la presència de població a la serra, localitzada en diverses urbanitzacions. Estes inclouen Cumbres de Calicanto (que s'estén pels termes de Godelleta -121 habitants en 2010-, Xiva -1899 hab.- i Torrent -784 habitants-) i Serra Perenxisa -693 hab.- (a Xiva).
La pedrera de Serra Perenxisa també inicià la seua activitat als anys seixanta com a font de material per a la construcció del Pla Sud. Esta pedrera, que arribà a ser una de les majors del País Valencià ocupant una superfície de 32 hectàrees, va cessar la seua activitat el 30 de juny de 2010, i a finals d'eixe any ja havia estat desmantellada.

## PR-V 162
El PR-V 162 és un sender circular de Petit Recorregut que discorre per la Serra Perenxisa, al terme municipal de Torrent. 

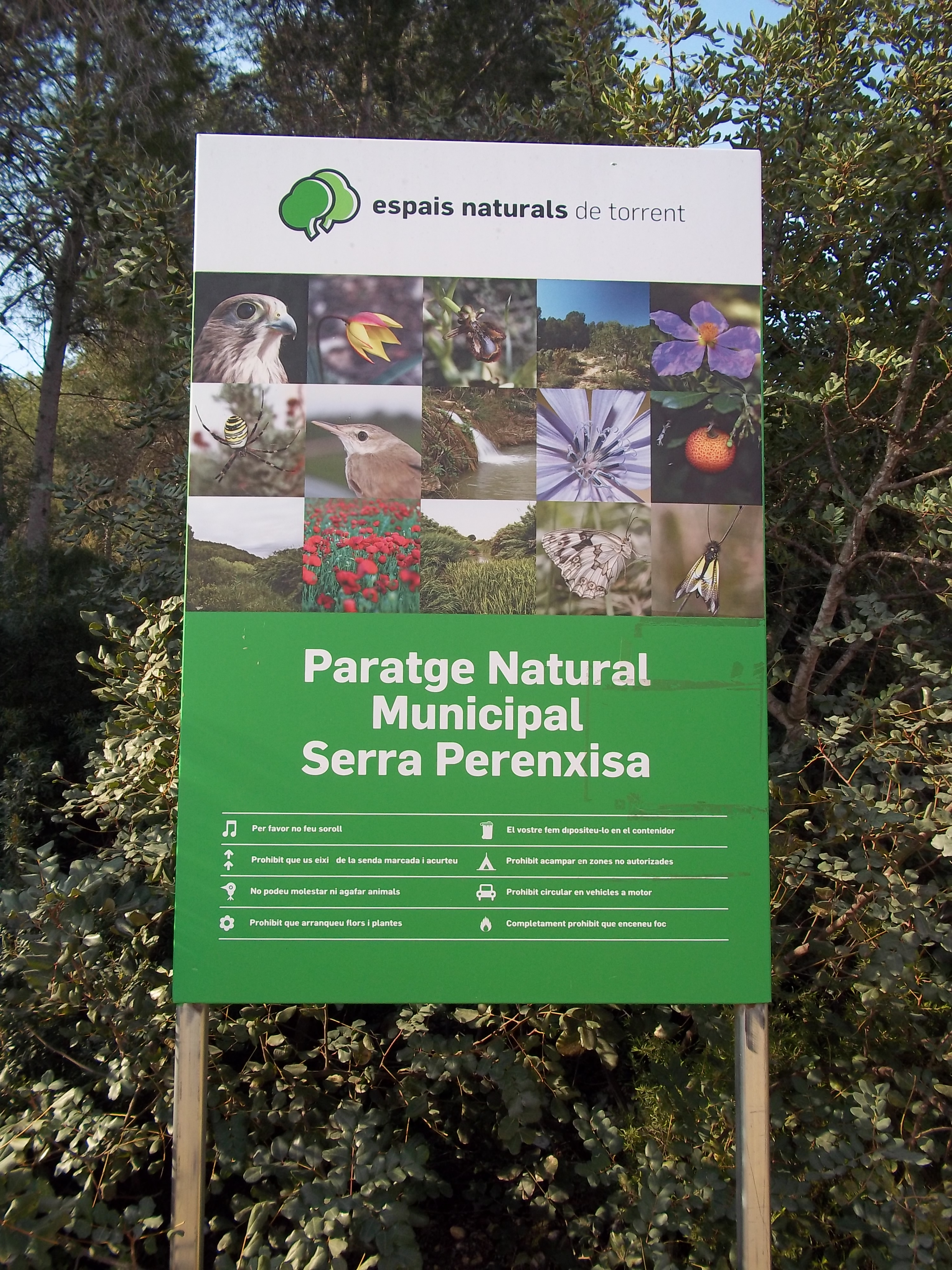
Panell informatiu del Paratge Natural Municipal Serra Perenxisa

A la falda de la Serra Perenxisa, al final del carrer Doctor Bartual de Torrent comença una senda en sentit ascendent porta al Camí de la Serra, pel que els granerers de Torrent anaven per recollir el margalló, i pel que es fa cim al vèrtex geodèsic, espai on hi ha unes antenes.

## Paratge Natural Municipal
El Paratge Natural Municipal Serra Perenxisa fou declarat per Acord del Consell de la Generalitat Valenciana de data 10 de febrer de 2006, amb una superfície de 174.38 ha localitzant-se al terme municipal de Torrent.

## Incendis forestals
El 22 d'abril de 2014 la Serra Perenxisa va sofrir un greu incendi forestal, que s'inicià a Torrent i Xiva, i que va afectar prop de 320 hectàrees, foc que s'inicià per un raig latent, i que va provocar el desallotjament de prop de 2.900 veïns de les urbanitzacions.

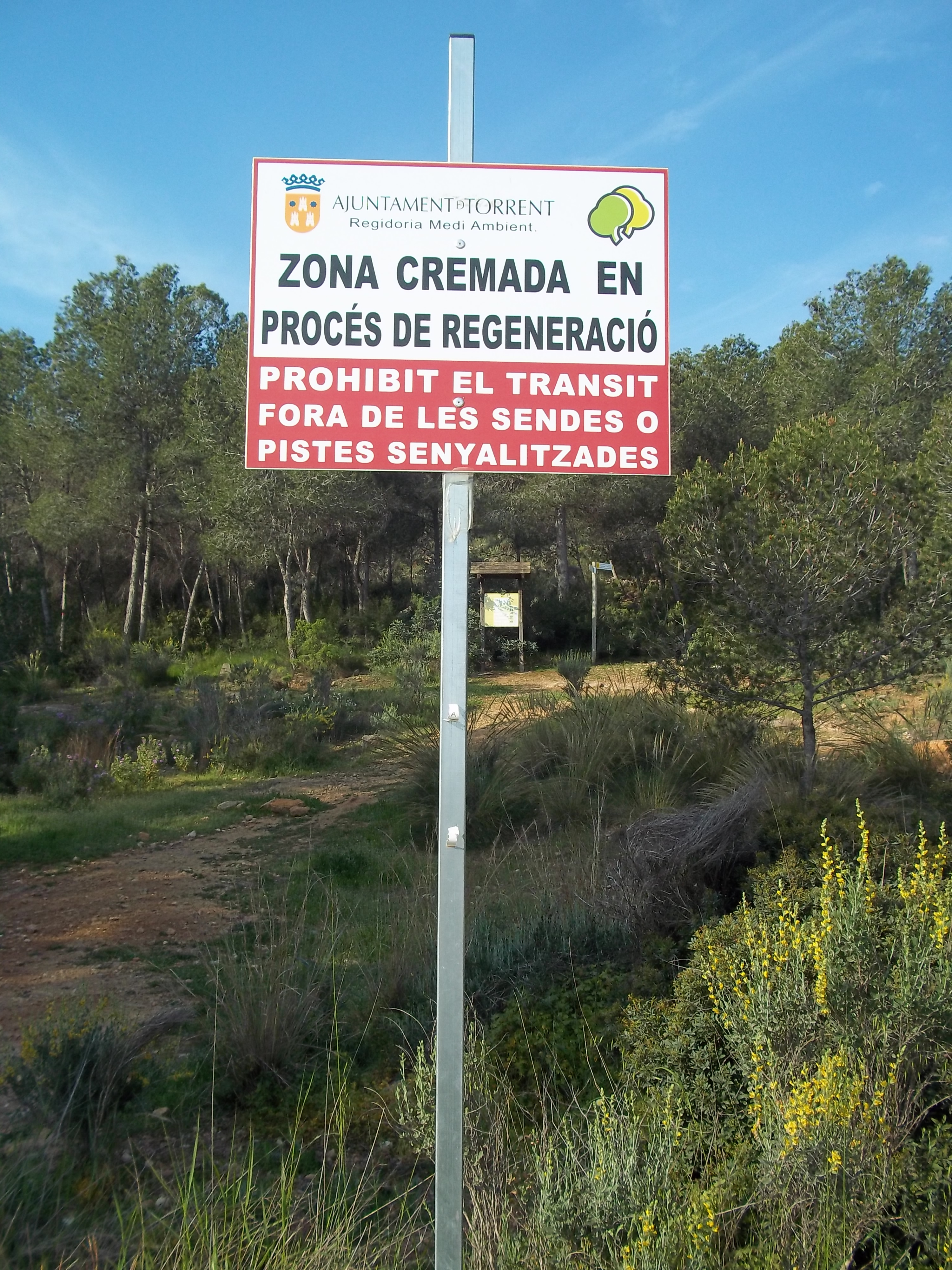
Senyalització zona cremada en procés de regeneració.
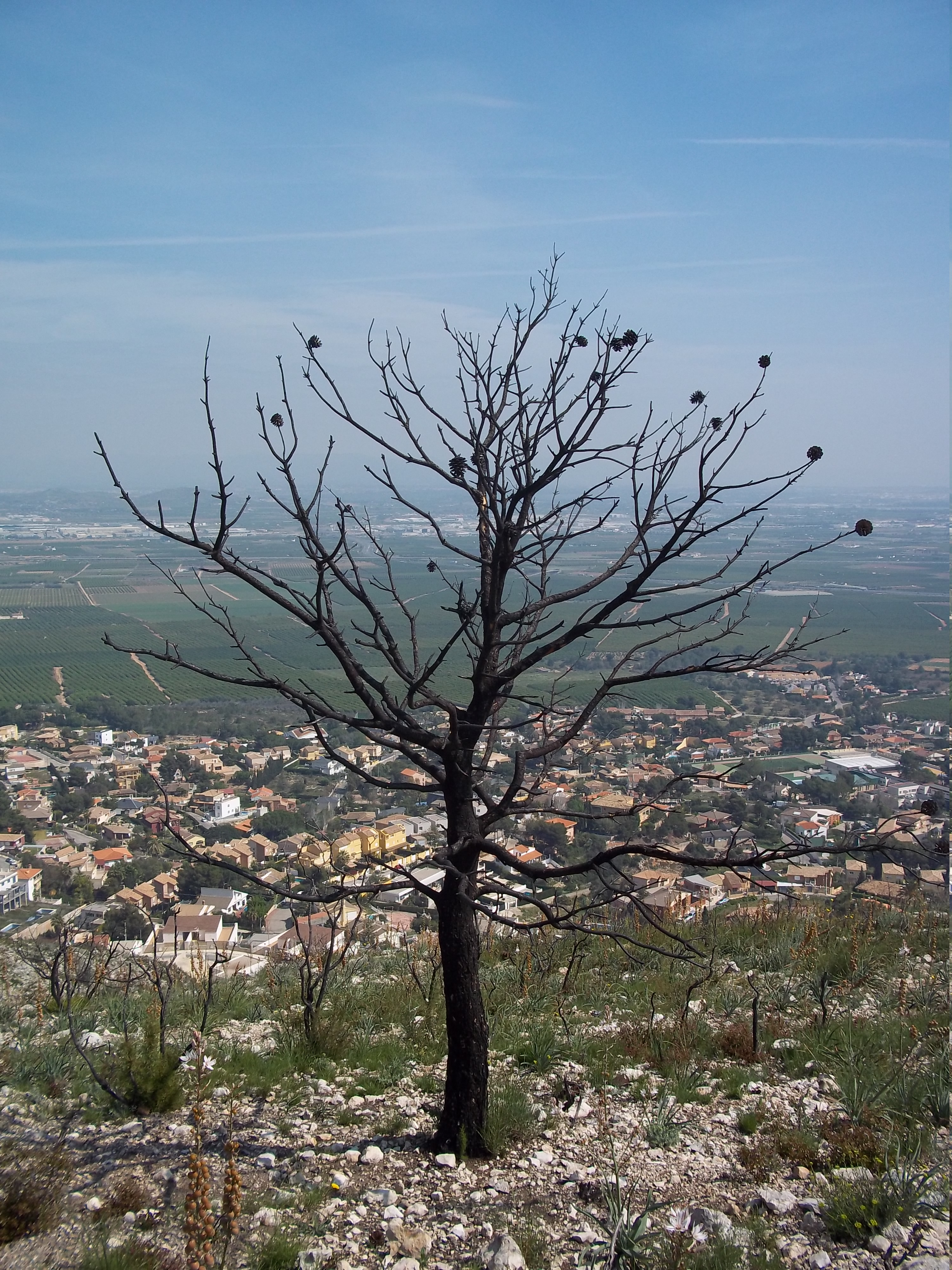
Pi cremat a la Serra Perexisa.
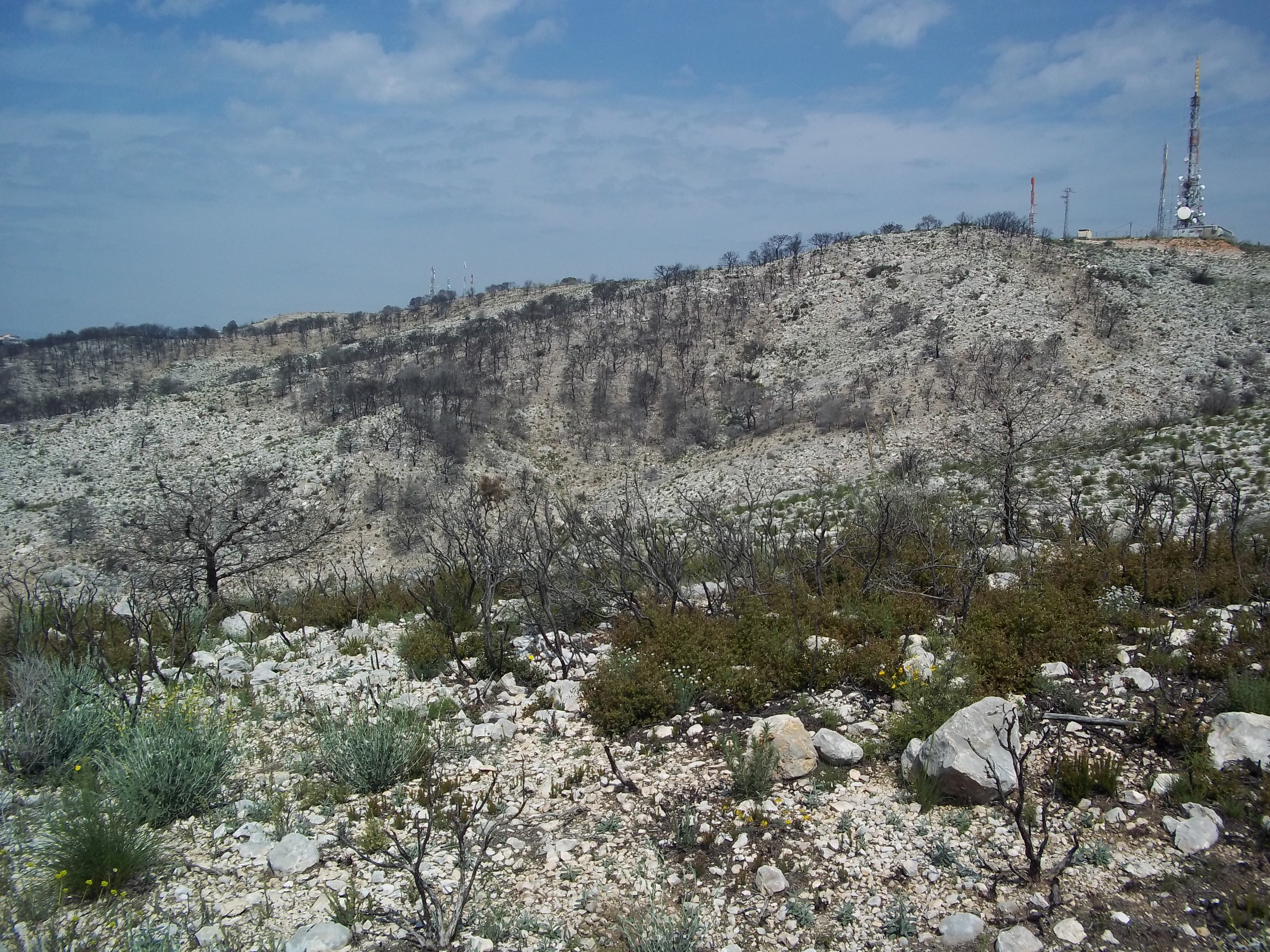
Serra Perenxisa cremada, part nord.
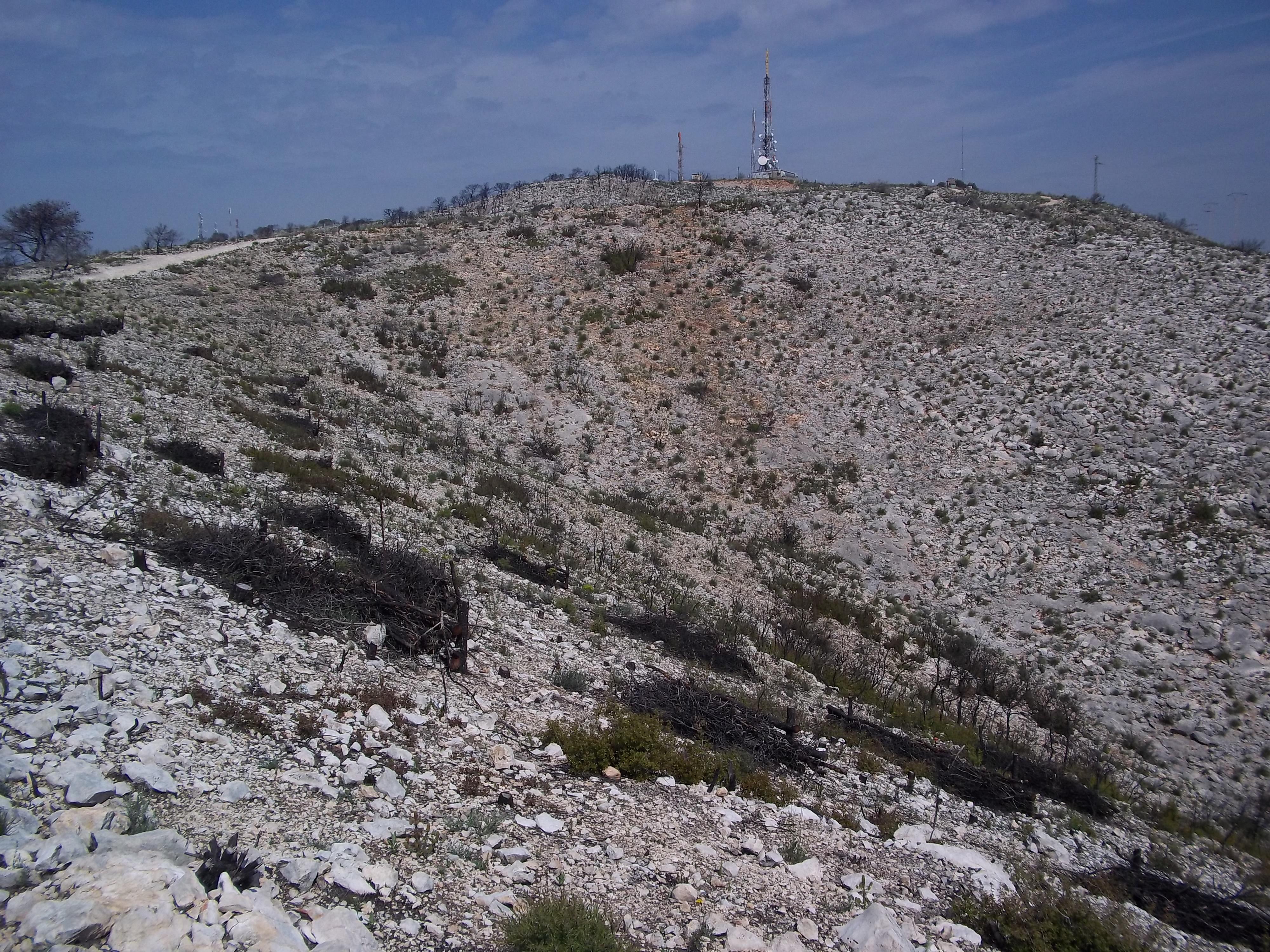
Serra Perenxisa cremada, part est.

## Voluntariat ambiental

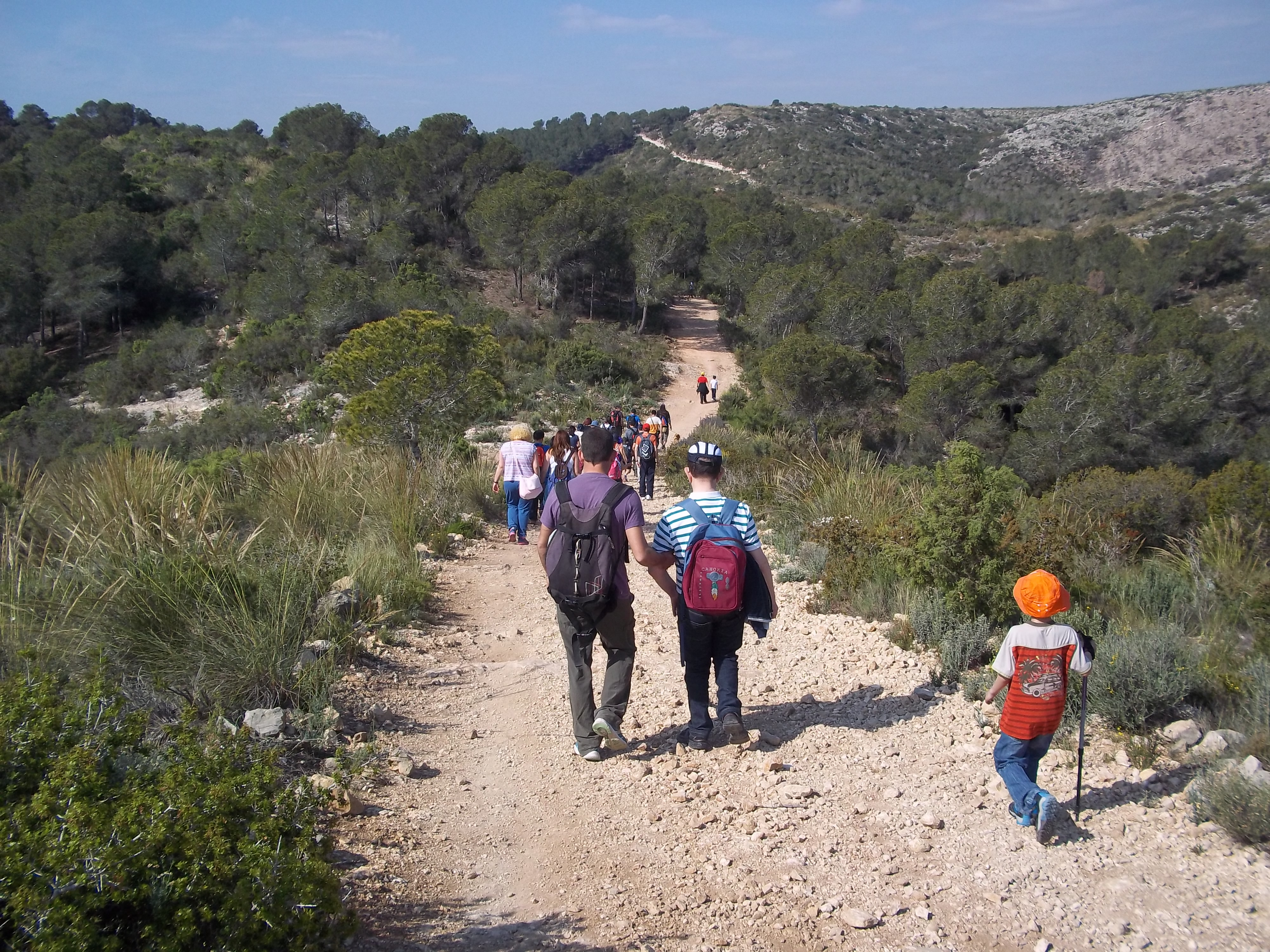
Camí de la Serra

Diverses entitats realitzen activitats destinades a fomentar la protecció i el respecte a la serra Perenxisa, entre elles el Col·lectiu Soterranya, amb activitats de conscienciació, de respectar la natura i la resta d'éssers vius, qui en col·laboració amb la Xarxa JOVES.net fa diversos anys que realitza programes de voluntariat ambiental a través del seu programa Horta Neta, d'activitats per a joves de coneixement, millora i conservació del medi ambient.
Igualment, l'Ajuntament de Torrent ha promogut activitats de recuperació de la serra Perenxisa després de l'incendi forestal de 2014.